# ابازو، میانمار
ابازو، بورما (به لاتین: Abazu, Burma) در میانمار است که در ناحیه باگو واقع شده‌است.